# Kiss (singel Mai Kuraki)
Kiss – szesnasty singel japońskiej piosenkarki Mai Kuraki, wydany 30 kwietnia 2003 roku. Singel osiągnął 3 pozycję w rankingu Oricon i pozostał na liście przez 9 tygodni, sprzedał się w nakładzie 112 092 egzemplarzy. Singel zdobył status złotej płyty.

## Lista utworów
| Nr | Tytuł                      | Słowa      | Kompozycja        | Aranżacja  | Czas |
| -- | -------------------------- | ---------- | ----------------- | ---------- | ---- |
| 1. | "Kiss"                     | Mai Kuraki | YOKO Black. Stone | Cybersound | 4:37 |
| 2. | "You are not the only one" | Mai Kuraki | Akihito Tokunaga  | Cybersound | 4:04 |
| 3. | "Kiss" (Instrumental)      |            | YOKO Black. Stone | Cybersound | 4:37 |

## Notowania
| Lista                       | Pozycja |
| --------------------------- | ------- |
| Oricon Daily Singles Chart  | 1       |
| Oricon Weekly Singles Chart | 3       |
| Oricon Yearly Singles Chart | 92      |